# Der Mann vom Eiffelturm
Der Mann vom Eiffelturm ist ein US-amerikanischer Kriminalfilm aus dem Jahr 1949, der zum Subgenre des Film noir gezählt wird. Er wurde von A & T Film Productions produziert und basiert auf dem Roman Maigret kämpft um den Kopf eines Mannes von Georges Simenon. Der Roman gehört zur ersten Staffel einer Reihe um den französischen Kriminalbeamten Maigret, der hier von Charles Laughton verkörpert wird.

## Handlung
In einem Pariser Café unterhalten sich der Amerikaner Bill Kirby, seine Frau Helen und deren Freundin Edna Warren über Kirbys reiche Tante Juliet, die sich weigert, ihren Neffen finanziell zu unterstützen. Edna bringt Kirby dazu, seiner Frau zu gestehen, dass sie eine Affäre haben. Helen ist zwar verletzt, aber auch pragmatisch, indem sie einer Scheidung zustimmt, bei der sie abgesichert ist. Edna hingegen will erst mit Kirby zusammenziehen, wenn dieser über Geld verfügt. Kirby sagt scherzhaft, dass er eine Million Franc zahlen würde, wenn jemand seine Tante tötet. Kurz darauf findet Kirby zu seinen Füßen einen Zettel, auf dem ein gewisser M. V. sein Angebot annimmt.
Der schüchterne Messerschleifer Joseph Heurtin streitet mit seiner Frau Gisella wegen des ständigen Geldmangels. Heurtin bricht in der Nacht in das Haus der Hendersons ein. Zu seinem Entsetzen findet er die Leichen der Hausbesitzerin und deren Dienerin vor. Auf seiner panischen Flucht verliert er seine Brille. Draußen angekommen findet er, so gut wie blind, zu seinem Komplizen Johann Radek. Radek ist der Mann, der im Café die Nachricht hinterlassen hat. Auf dem Heimweg sagt er Heurtin, dass dieser für die Morde verhaftet werde, er ihn aber aus dem Gefängnis holen werde. 
Am nächsten Tag wird Heurtin von Inspektor Maigret, der Heurtins Brille am Tatort gefunden hat, verhaftet. Maigret ist sich sicher, dass der scheue Heurtin nicht der Mörder ist, und versucht, den Namen seines Komplizen herauszufinden. In der Hoffnung, dass Heurtin ihn zu diesem Komplizen führt, ermöglicht er ihm die Flucht. Die Zivilbeamten Janvier und Dufour folgen Heurtin zu einem Hotel.
Am nächsten Morgen wird in einer Zeitung der Brief eines anonymen Verfassers abgedruckt, in dem angegeben wird, die Polizei habe Heurtin aus Mangel an Beweisen freigelassen. Janvier verliert die Spur Heurtins, wofür Maigret von seinem Vorgesetzten Comelieu, der von Maigrets Ermittlungstaktiken nichts hält, gerügt wird. Maigret lässt den Originalbrief von einem Experten untersuchen, der auf dem Papier Kaffeeflecken erkennt. Maigret sucht das Café auf, in dem Kirby die Nachricht erhalten hatte, und wartet.
Maigret sieht nach einiger Zeit, wie Heurtin, auf der Suche nach Radek, hereinschleicht. Radek löffelt einen Joghurt und erkennt in Maigret einen Polizisten. Um diesen von Heurtin abzulenken, macht er Maigret auf sich aufmerksam und lässt sich festnehmen. Im Präsidium wird Radek von Maigret verhört. Es stellt sich heraus, dass Radek Medizin studiert hat. Einer von Radeks ehemaligen Professoren beschreibt ihn als manisch-depressiv, brillant, aber labil.
Nach seiner Freilassung schüttelt Radek seine Verfolger ab und sucht sein Elternhaus auf. Seine Mutter stimmt zu, Heurtin in ihrem Keller Zuflucht zu gewähren. Im Café trifft Maigret wieder auf Radek, der den Inspektor zum Essen im Restaurant des Eiffelturms einlädt. Dort bezahlt er die Rechnung mit Geldscheinen von Kirby, deren Seriennummern zuvor von der Polizei notiert wurden. Radek nimmt Kontakt zu Kirby auf und erzählt ihm, dass die Polizei die Mordwaffe suche, auf der sich die Fingerabdrücke des Mörders befinden. Er überzeugt Kirby, dass er selber als Mordverdächtiger gelten wird, sollte das Messer von der Polizei gefunden werden. 
Maigret sucht den Tatort auf und findet dort den toten Kirby, der sich offenbar selbst erschossen hat. In der Zwischenzeit konnte die Polizei das Haus von Radeks Mutter finden und dort verhindern, dass sich der verzweifelte Heurtin erhängt. Radek, verfolgt von Maigret, verfasst Drohbriefe an Helen Kirby und Edna Warren. Er will die Frauen dazu bringen, nach dem Messer zu suchen. Im Henderson-Haus stößt er auf Maigret, der zu seiner Überraschung von Heurtin begleitet, von dem er als der Komplize entlarvt wird. Maigret hat zudem Radeks Briefe abfangen lassen und somit Radeks Plan, die beiden Frauen sich gegenseitig umbringen zu lassen, vereitelt. 
Radek wird verhaftet, kann jedoch fliehen. Verfolgt von der Polizei und einem rachsüchtigen Heurtin erreicht er den Eiffelturm. Auf der Spitze des Turms angelangt, bringt er es nicht fertig, sich zu Tode zu stürzen, und gibt auf. Während Heurtin sich mit seiner reumütigen Ehefrau verträgt, sieht Radek seiner Hinrichtung durch die Guillotine entgegen.

## Produktion
Gedreht wurde vom 14. September bis Mitte Dezember 1948 in den Paris Studios Cinéma im Département Hauts-de-Seine, in Joinville sowie in Paris. Zusätzliche Nachdrehs entstanden im April 1949.
Zu Beginn der Dreharbeiten war der Co-Produzent Irving Allen der verantwortliche Regisseur. Ende September 1948 verließ Mitproduzent Franchot Tone die Produktionsgesellschaft und übertrug Allen die alleinige Verantwortung. Auf dem Regiestuhl nahm nun Darsteller Burgess Meredith Platz. Für ihn, der Regieerfahrung auf Theaterbühnen hatte, war es das Regiedebüt beim Film. 
Es war der erste US-Farbfilm, der komplett in Frankreich gedreht wurde. Laut Produzent Allen war das Filmbudget, ca. 900.000 Dollar, um 40 % niedriger, als es in den USA gewesen wäre. Der Eiffelturm wurde für die Dreharbeiten für den Preis von 100 Dollar pro Tag gemietet. Das ursprüngliche Ende musste umgeschrieben und neu gedreht werden, da ein französisches Gesetz Selbstmordsprünge vom Eiffelturm verbietet.
Der Film war gleichzeitig die erste US-Adaption eines Romans von Georges Simenon, jedoch nicht der erste englischsprachige.
In der Originalfassung bekommt Paris einen Credit und wird als City of Paris an fünfter Stelle in der Darstellerliste genannt.

## Stab und Besetzung
René Renoux war der Filmarchitekt, Robert Piguet und Jacques Griffe die Kostümbildner. Musikalischer Direktor war Constantin Bakaleinikoff.
In einer kleinen nicht im Abspann erwähnten Nebenrolle trat Howard Vernon auf.

## Veröffentlichung
Die Premiere des Films fand am 12. Dezember 1949 in Los Angeles statt. In der Bundesrepublik Deutschland kam er am 6. Oktober 1950 in die Kinos, in Österreich am 28. September 1951. 

## Kritiken
Das Lexikon des internationalen Films schrieb: „Gekonnter Thriller mit erstklassigen Darstellern.“
Bob Tomas vom San Pedro News-Pilot beschrieb den Film als faszinierenden Thriller, der geschickt gegen den farbenfrohen Hintergrund anspiele.
Der Kritiker des TV Guide sah einen spannenden, unkonventionellen Thriller, der lebhaft in Paris gedreht wurde.
Der Kritiker der New York Times hob hervor, dass die Nennung der Stadt Paris im Vorspann berechtigt sei, nie sei die Stadt liebevoller gezeigt worden als hier. Die Besetzung dagegen falle ab. Laughtons Maigret sei ein korpulenter, durchtriebener Spürhund, Tone als Mörder unglaubwürdig, aber ungezwungen.